# Julösalangan
Julösalangan (Collocalia natalis) är en fågel i familjen seglare.

## Utseende
Julösalangen är en typisk vitbukig salangan. Karakteristiskt är ljus buk, sotfärgad strupe, svagt kluven stjärt och glansigt mörk ovansida. Den är i stort sett identisk med flera andra salanganer, men är den enda i sitt utbredningsområde. Jämfört med orientseglare och husseglare som förekommer under flyttning och vintertid är den mindre och saknar dessa artes lysande vita fläckar på övergumpen.

## Utbredning och systematik
Fågeln förekommer enbart på Julön söder om Java. Tidigare behandlades den som underart till glanssalangan (C. esculenta) och vissa gör det fortfarande. Studier visar dock att den är väl skild genetiskt.

## Levnadssätt
Julösalanganen ses flyga över en rad olika miljöer, i snabb, fladdermuslik flykt. Ibland formar den lösa flockar.

## Status och hot
Internationella naturvårdsunionen IUCN erkänner den ännu inte som art, varför den inte placeras i en hotkategori.